# Galle
Galle (syng. ගාල්ල, tamil. காலி) – miasto w południowo-zachodniej części Sri Lanki, nad Oceanem Indyjskim, ośrodek administracyjny Prowincji Południowej. Około 104 tys. mieszkańców (2017).
Miasto składa się z dwóch części: zabytkowego fortu wysuniętego w morze i nowszej części miasta, znajdującej się na stałym lądzie.
Port mógł być znany już przez starożytnych Greków i Rzymian, jako Przylądek Ptaków lub "port zawinięcia Lewantu". James Emerson Tennent, sekretarz kolonialny Cejlonu w latach 1845 – 1850, utożsamiał Galle ze starożytnym biblijnym miastem Tarszisz.

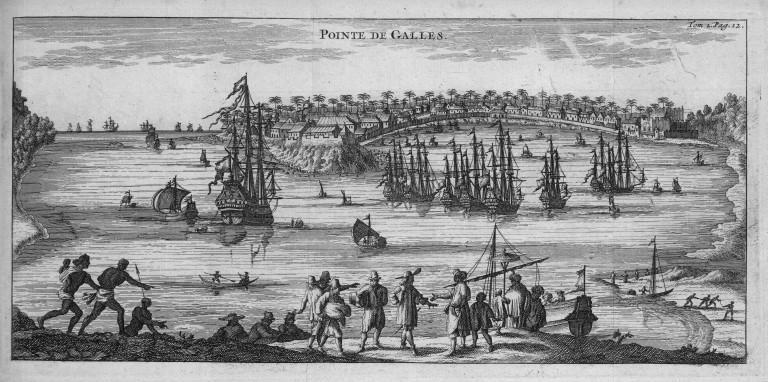
Port w Galle w roku 1754

W 1986 r. założenie fortowe wpisane zostało na listę światowego dziedzictwa UNESCO jako najlepszy przykład ufortyfikowanego miasta wzniesionego przez Europejczyków w Azji Południowej i Południowo-Wschodniej.
Fort Galle jest największym z zachowanych miast fortowych wzniesionych przez Europejczyków w Azji.
Około 400 domów wyznacza linie pięciu głównych ulic. Całe założenie fortu zajmuje obszar 700 x 400 m. Obecny kształt fortu nadany został w XVII w. przez Holendrów.

## Klimat
W Galle panuje klimat typowy dla tropikalnych lasów deszczowych. W mieście nie ma prawdziwej pory suchej, chociaż w styczniu i lutym jest zauważalnie bardziej sucho.
| Miesiąc                                   | Sty  | Lut  | Mar   | Kwi   | Maj   | Cze   | Lip   | Sie   | Wrz   | Paź   | Lis   | Gru   | Roczna |
| ----------------------------------------- | ---- | ---- | ----- | ----- | ----- | ----- | ----- | ----- | ----- | ----- | ----- | ----- | ------ |
| Średnie temperatury w dzień [°C]          | 34.9 | 34.6 | 36.4  | 35.5  | 35.3  | 32.6  | 31.2  | 31.3  | 31.2  | 33.2  | 33.4  | 33.5  | 36,4   |
| Średnie dobowe temperatury [°C]           | 29.0 | 29.0 | 29.9  | 30.6  | 30.6  | 29.8  | 29.0  | 28.6  | 28.4  | 28.5  | 28.7  | 29.1  | 29,3   |
| Średnie temperatury w nocy [°C]           | 18.7 | 19.4 | 17.1  | 18.2  | 17.1  | 20.7  | 20.9  | 20.9  | 20.4  | 20.7  | 18.1  | 18.9  | 17,1   |
| Opady [mm]                                | 85.1 | 70.5 | 111.3 | 206.8 | 290.4 | 188.2 | 163.2 | 185.9 | 255.8 | 322.7 | 321.0 | 176.9 | 2377,8 |
| Średnia liczba dni z opadami              | 8    | 6    | 9     | 12    | 16    | 17    | 16    | 16    | 18    | 18    | 16    | 12    | 42,3   |
| Źródło: World Meteorological Organisation |      |      |       |       |       |       |       |       |       |       |       |       |        |

## Demografia
W 2012 roku miasto zamieszkiwało 86 333 osób, a w 2017 roku już ok. 104 tys. roku. Według ostatnich danych, w przeliczaniu na powierzchnię miasta dało to zagęszczenie na poziomie 71 osób na 1 hektar. Spośród całkowitej populacji w granicach Galle 47,98% to mężczyźni, a 52,02% to kobiety. Udział ogółu ludności podzielony według wieku wynosi 25,58% dla dzieci do 15. roku życia, 23,16% osób w wieku 15–29 lat, 37,94% osób w wieku 30–59 lat i 13,31% osób starszych powyżej 60. roku życia.

## Galeria

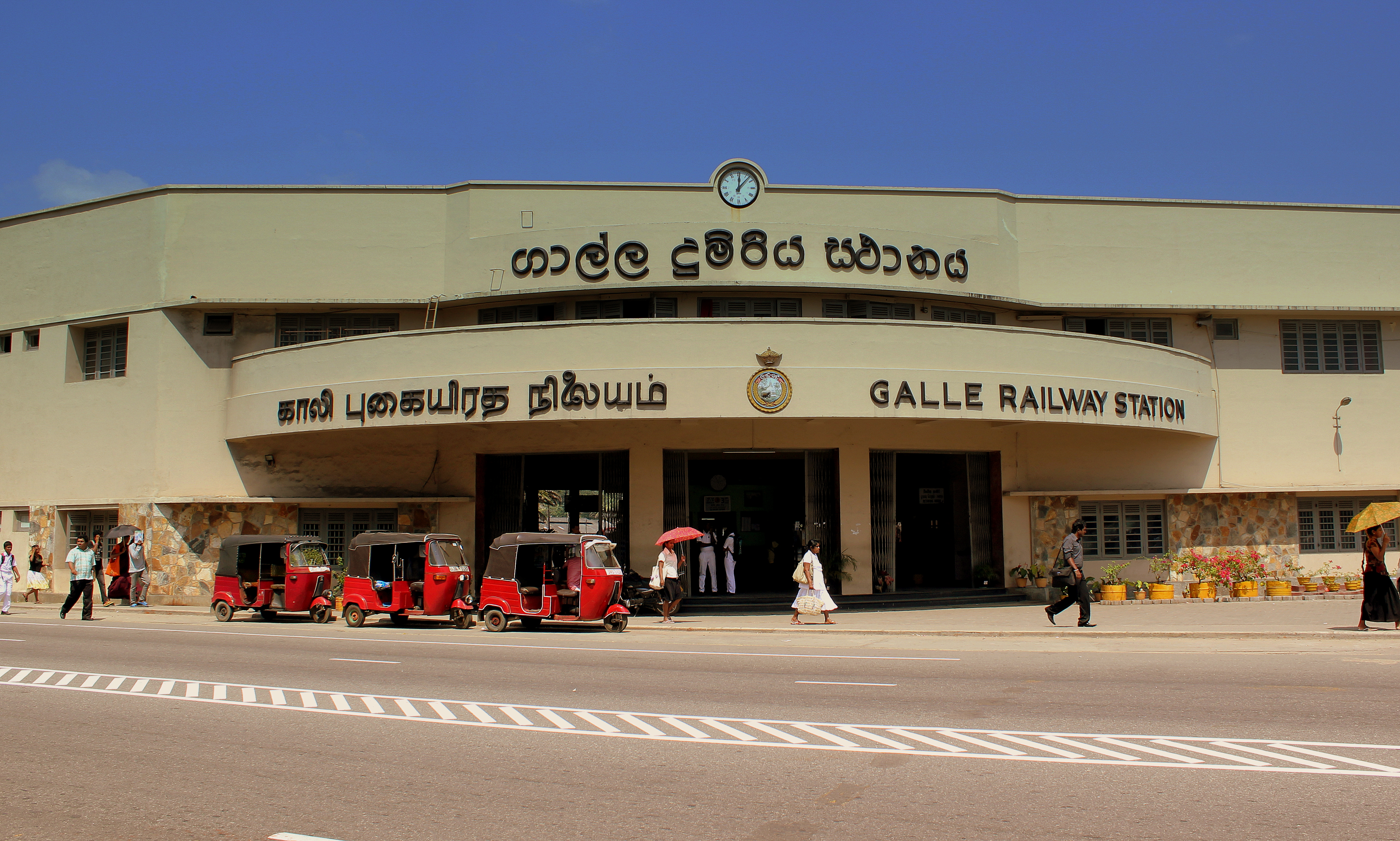
Dworzec kolejowy w Galle
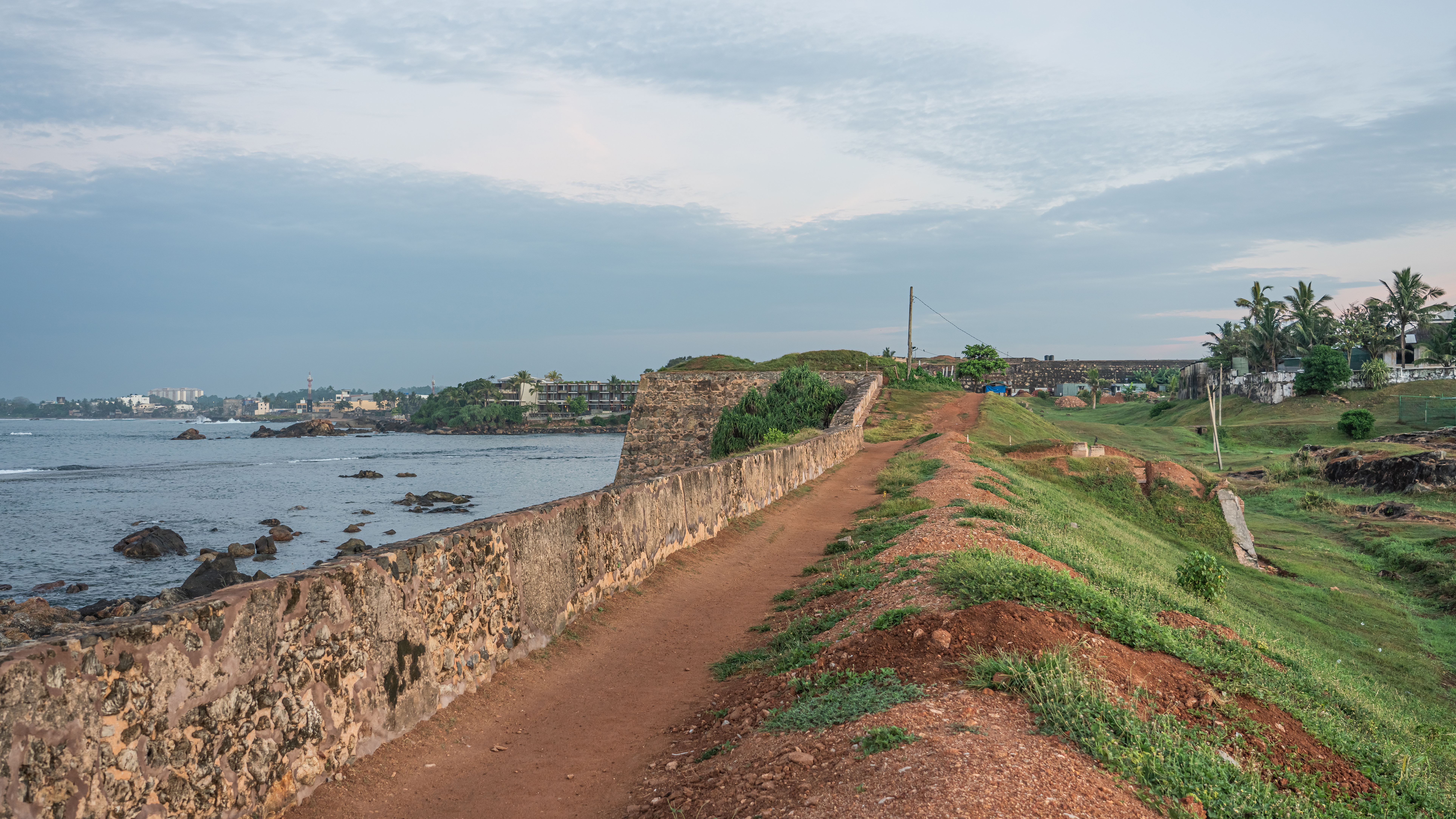
Mury fortu Galle
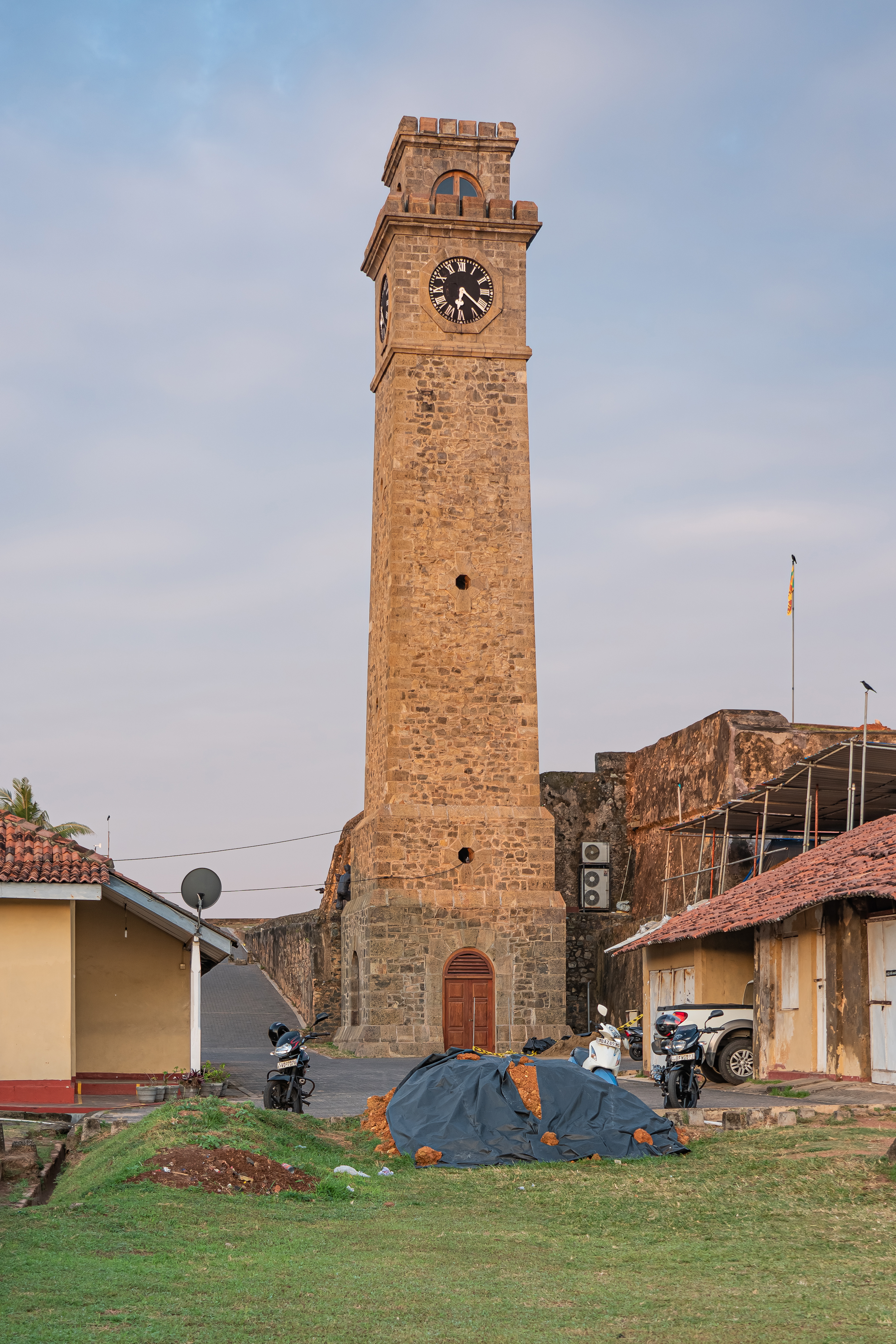
Wieża zegarowa w forcie Galle
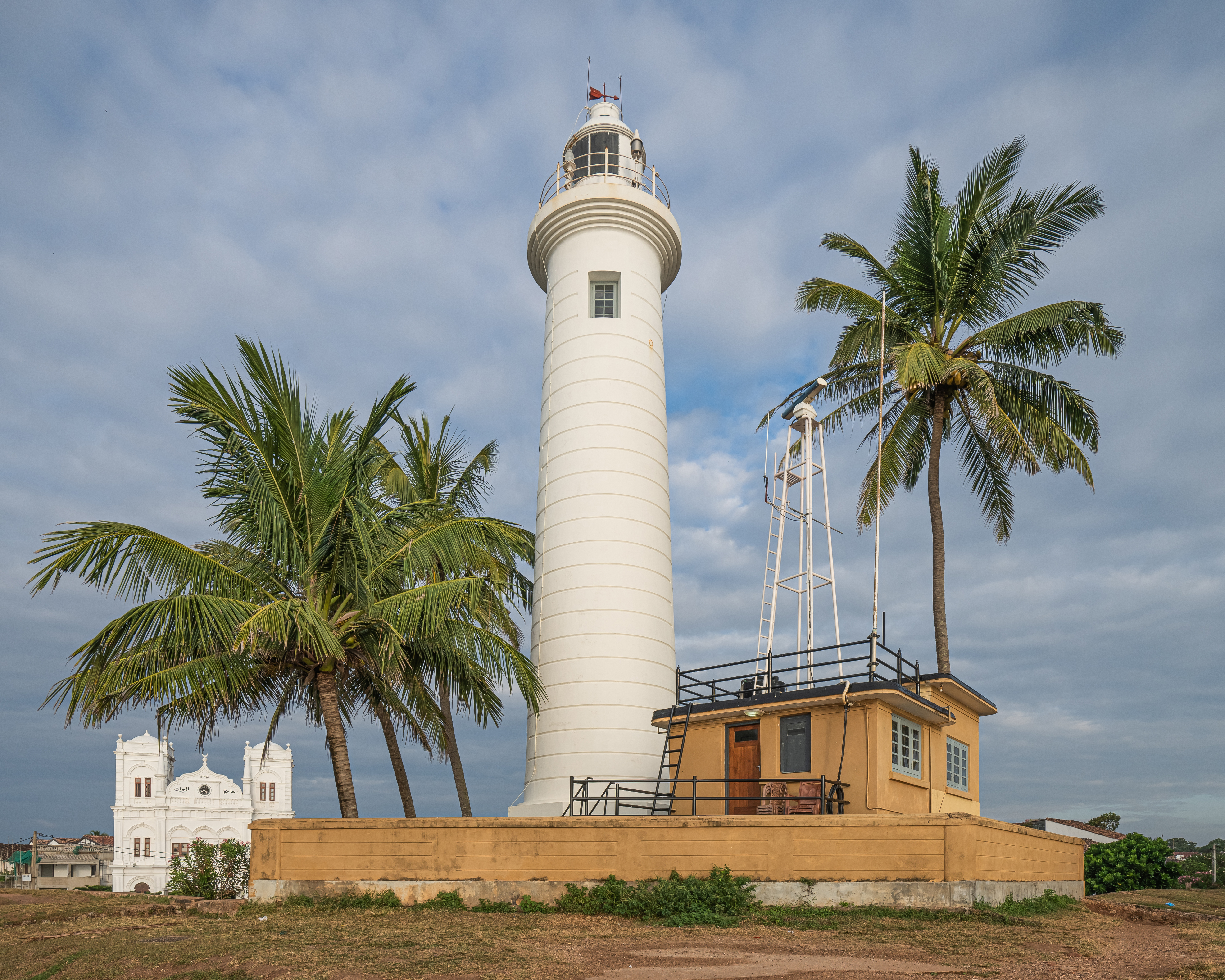
Latarnia morska w Galle
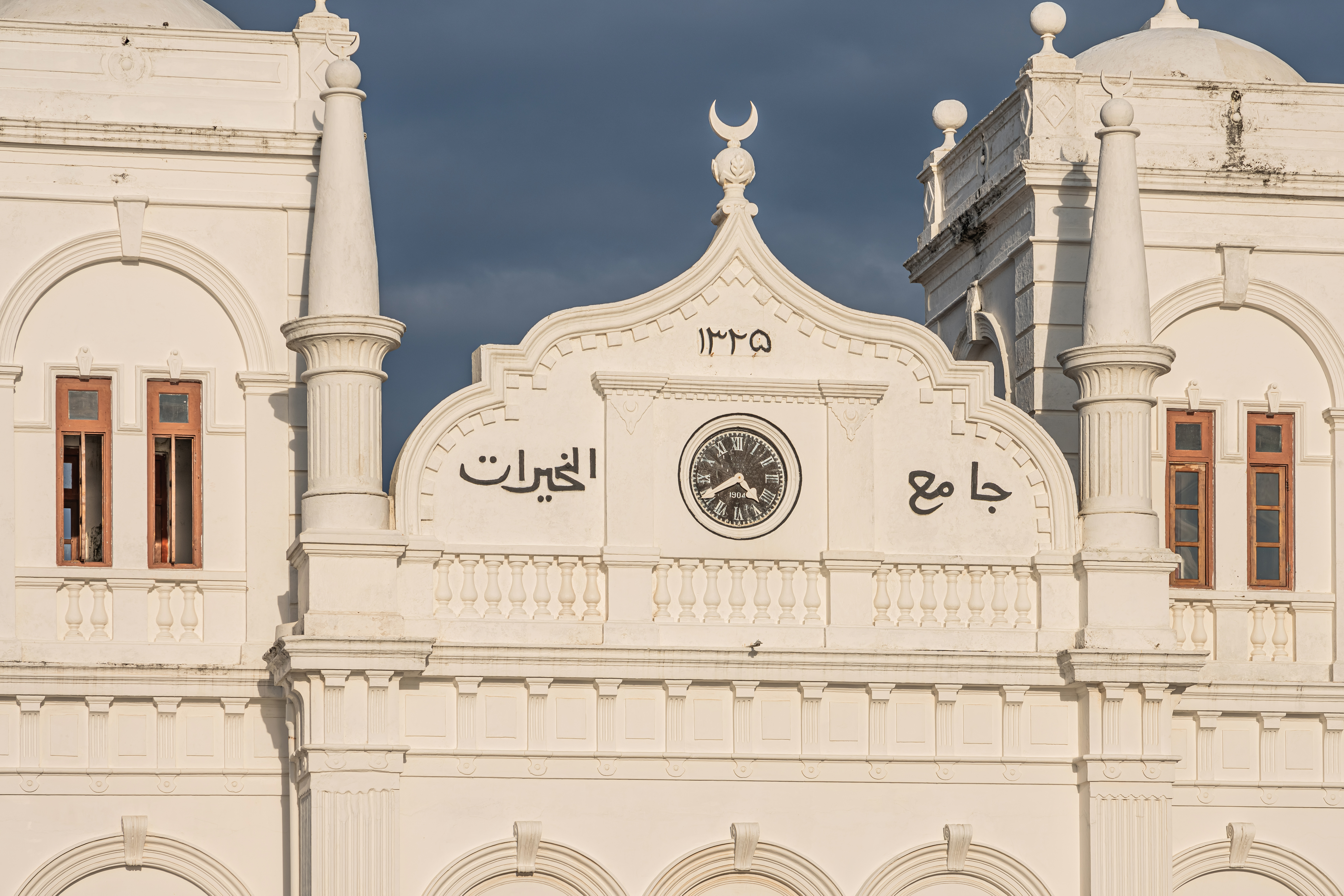
Meczet na terenie fortu w Galle
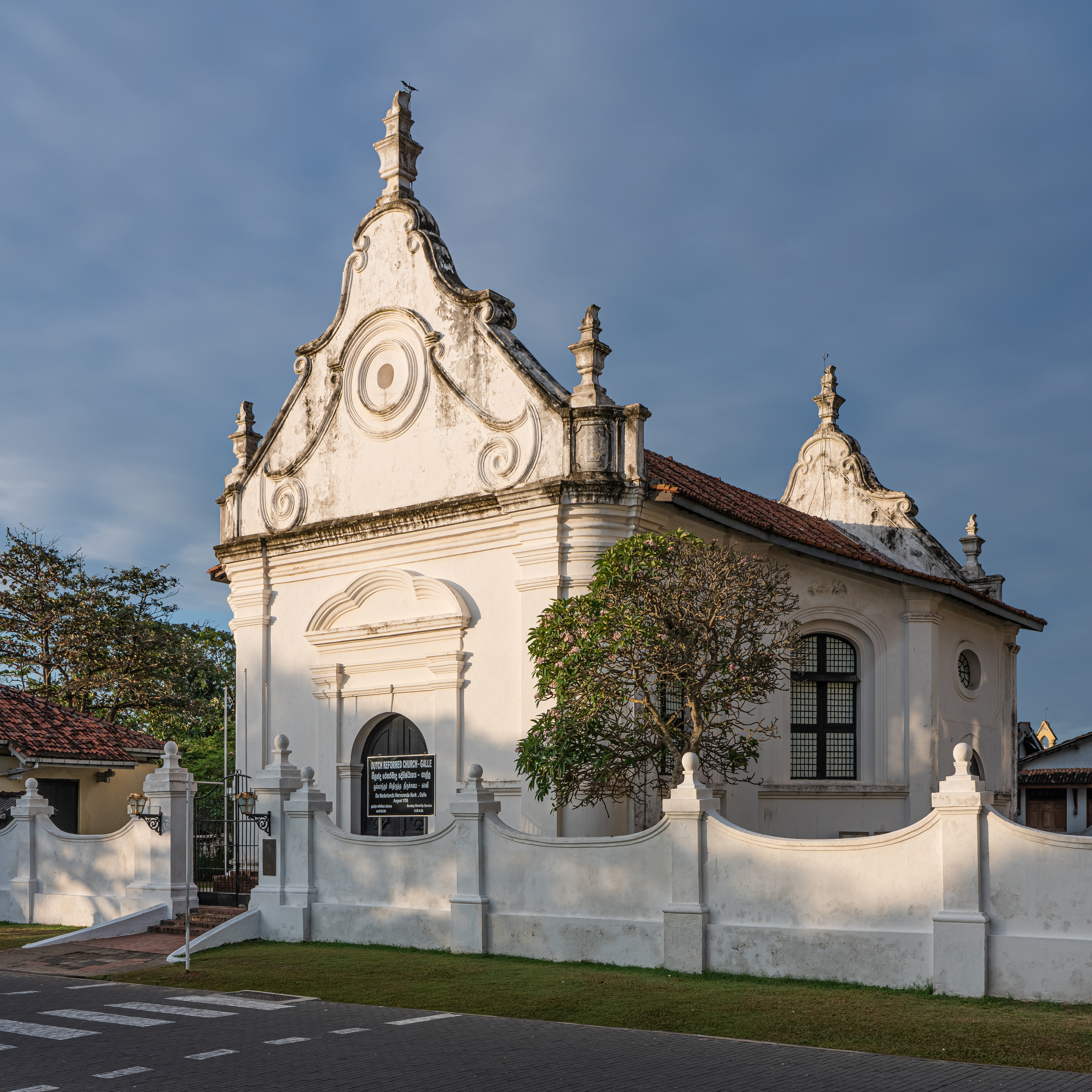
Kościół na terenie fortu w Galle

## Miasta partnerskie
- Holandia: Velsen
- Australia: Melbourne